# Julie Peasgood
Julie May Peasgood (Cleethorpes, 28 mei 1956) is een Britse actrice, presentatrice, auteur en voice-over bekend om haar kenmerkende stem.
Peasgood studeerde aan de Wintringham School in Grimsby. Ze is vooral bekend van haar rol als Fran Pearson in de televisiesoap Brookside (1991-1993).
Als presentatrice presenteerde ze de televisieprogramma's Newshound (1993), Live Talk (2001), This Is Briljant (2015), Happy Birthday Community Channel (2015) en Crafty Beggars in the House (2016).
Ze is ook auteur van de boeken The Greatest Sex Tips in the World (2007) en The Greatest Guide to Sex (2012).